# بيتا أحمر البطن
بيتا أحمر البطن (الاسم العلمي: Erythropitta erythrogaster) (بالإنجليزية: Red-bellied Pitta)‏ هي نوع من الطيور تتبع جنس البيتا الأحمر من فصيلة طيور البيتا. يتواجد هذا النوع من الطيور في أستراليا وإندونيسيا وبابوا غينيا الجديدة والفلبين. في الموائل الطبيعية والغابات والأراضي المنخفضة شبه الاستوائية أو المدارية الرطبة.